# بارماویل
بارماویل (به فرانسوی: Barmainville) یک کمون (فرانسه) در فرانسه است که در canton of Janville واقع شده‌است. بارماویل ۶٫۳۸ کیلومتر مربع مساحت دارد ۱۳۶ متر بالاتر از سطح دریا واقع شده‌است.

## خواهرخوانده
شهر سن-ژاک-دو-لیدز، کبک خواهرخواندهٔ بارماویل هست.